# 女性主义倡议
女性主义倡议（瑞典語：Feministiskt initiativ，缩写为FI）是瑞典的一个激進女性主義政黨，分裂自左翼黨。该党是目前世界上最受矚目的女性主義政黨之一。
在歷經兩屆瑞典國會選舉與一屆歐洲議會選舉皆未能成功取得席次後，2014年歐洲議會選舉得票率為5.49%，成功取得一席。

## 成立
原任左翼黨黨魁的古倫·席曼，因為不滿左翼黨對於性別議題的忽視，2004年12月宣布退出左翼黨，此時媒體與政治觀察家紛紛意測她即將成立一個女性主義政黨，許多女性主義者大力倡言支持。在政黨成立之前，便已在瑞典各地舉辦公聽會，希望吸取更多建議。而遴選出來的董事會裡頭，有許多人士具有外國背景、各種社運經歷。2005年4月女性主義行動先鋒宣布成立，將進軍2006年國會選舉。
前ABBA男性成員班尼·安德森（Benny Andersson）在2009年時捐給女性主義行動先鋒一百萬瑞典克朗，媒體推測這是幫助該黨在歐洲議會選舉中得到空前高票(2.2%)的原因。除此之外，瑞典電子音樂團體刀子亦曾捐錢給該黨。

## 政治立場
他們批判，瑞典各大政黨都宣稱自己為「女性主義政黨」，但是男女工資仍然相差極大，由於不滿性別議題總是被排到後面，女性主義行動先鋒強調他們將以女性主義的視野審視所有的政策，並從原本的男女性別平等問題擴大至同性戀、跨性別等LGBT議題。2010年7月黨內靈魂人物席曼為抗議男女薪資不平等，於公開場合焚燒10萬瑞典克朗(由公關公司Studio Total提供)以示抗議。
較特別的是，他們認為現今婚姻制度並不多元彈性，他們認為一個家庭也可以是許多好朋友住在一起而組成，而非局限在異性戀或同性戀家庭。女性主義行動先鋒並不只是女性的政黨，他們歡迎關注性別議題的男性加入，並也推出男性候選人。
女性主義行動先鋒的政策也並非局限在性別議題，他們亦提出有關政治組織、正義政治、醫療、教育、社會福利、社會建設、環境、文化、媒體、反種族歧視、外交與國防等的政策。

## 批判與爭議
女性主義行動先鋒充滿爭議，他在退出左翼黨後，並未解除議員身分，持續以無黨籍身分待在國會。成立之後，媒體對女性主義行動先鋒的報導皆是認為他們「反對婚姻制度」、「認為跟男性睡的女性都是叛徒」，並把他們塑造成「恨男性的婦女團體」，縱使他們多次滅火表示他們並非如此，仍然對其造成很大的影響。2004年底民調顯示，約有20%左派選民願意把票投給席曼即將成立的政黨，但2006年時，女性主義行動先鋒僅獲不到1%的票數。其他傳統左翼勢力包括社會民主黨也認為其成立僅會分散票源，造成得票數低落。
知名女性主義者維特布列斯重對女性主義行動先鋒造成的社會爭議深感不滿，認為其會破壞女性主義者一直以來的努力，因為「極端的女性主義只會讓民眾更遠離女性主義」。

## 選舉結果

### 瑞典议会
2006年，該黨首次參與瑞典议会選舉，獲得37954票（0.68%），最高票得處是在斯德哥爾摩（1.42%），其次在隆德（1.36%）。接下來幾次大選，該黨皆無法突破4%得票比例門檻。
| 年份 | 得票數  | 得票比例 | 席次    | 備註 |
| ---- | ------- | -------- | ------- | ---- |
| 2006 | 37,954  | 0.7%     | 0 / 349 |      |
| 2010 | 24,139  | 0.4%     | 0 / 349 |      |
| 2014 | 194,719 | 3.1%     | 0 / 349 |      |
| 2018 | 27,717  | 0.4%     | 0 / 349 |      |

### 歐洲議會
2006年，原先以自由黨當選的歐洲議會議員瑪莉亞·羅勃桑宣布加入女性主義行動先鋒，使其在歐洲議會佔有1席。自2009年歐洲議會選舉開始，該黨便開始參加歷次選舉；其中2014年獲得204,005票（5.49%），首次突破當選門檻4%，成功獲得1席，當選議員的索拉雅·柏斯特父親為猶太人、母親則是羅姆人，並加入立場為社會民主主義的社会主义者和民主人士进步联盟黨團。
| 年份 | 得票數  | 得票比例 | 席次   | 備註             |
| ---- | ------- | -------- | ------ | ---------------- |
| 2009 | 70,434  | 2.2%     | 0 / 18 |                  |
| 2014 | 204,005 | 5.5%     | 1 / 20 | 首次突破當選門檻 |
| 2019 | 32,143  | 0.8%     | 0 / 20 |                  |

### 錫姆里斯港市議會
女性主義行動先鋒已成為斯科訥省錫姆里斯港市市議會第三大黨，最近一次選舉中，獲得8.9%的得票率，佔有4席。